# 豬鏈球菌
豬鏈球菌(Streptococcus suis)是一種革蘭氏陽性致病菌。病菌可經飛沫或傷口觸碰而感染人類。病菌會入侵腦膜，使患者出現發燒、神志不清和昏迷等病徵。由於豬鏈球菌可能會侵襲聽覺神經，因此有機會導致失聰。假如病菌進入血液，更有機會出現敗血症，引起皮下出血及急性器官衰竭。
2005年6月-8月，中國四川省爆發豬鏈球菌感染，发现病例204例，造成38人死亡。